# Stephone Anthony
Stephone Anthony (Polkton, 28 luglio 1992) è un giocatore di football americano statunitense che milita nel ruolo di linebacker per i Miami Dolphins della National Football League (NFL).

## Carriera universitaria
Anthony al college giocò a football coi Clemson Tigers dal 2011 al 2014. Divenne stabilmente titolare a partire dalla stagione 2013 in cui guidò la squadra con 131 tackle.

## Carriera professionistica

### New Orleans Saints
Considerato uno dei migliori linebacker selezionabili nel Draft NFL 2015, il 30 aprile Anthony fu scelto come 31º assoluto dai New Orleans Saints. Debuttò come professionista partendo come titolare nella gara del primo turno contro gli Arizona Cardinals in cui fece registrare 4 tackle e un passaggio deviato. Il primo sack lo mise a segno nel quarto turno su Brandon Weeden dei Dallas Cowboys.
Nella settimana 13, Anthony divenne il primo giocatore della storia ad approfittare della nuova regola introdotta in quella stagione, ritornando un tentativo di extra point bloccato ai Panthers fino alla end zone avversaria, dando due punti alla propria squadra. La sua prima stagione si concluse con 112 tackle, un sack, un intercetto e due fumble forzati. La Pro Football Writers Association lo inserì nella formazione ideale dei rookie. La seconda stagione non fu altrettanto produttiva, essendo stato spostato in posizione di linebacker nel lato forte, un ruolo mai disputato prima in carriera. Dopo 10 partite e soli 16 tackle il 20 dicembre fu spostato in lista infortunati.

### Miami Dolphins
Il 20 settembre 2017, Anthony fu scambiato con i Miami Dolphins per una scelta del quinto giro del Draft 2018.

## Palmarès
- PFWA All-Rookie Team - 2015

## Statistiche
| Partite totali      | 16  |
| Partite da titolare | 16  |
| Tackle totali       | 112 |
| Sack                | 1,0 |
| Intercetti          | 1   |
| Fumble forzati      | 2   |

Statistiche aggiornate alla stagione 2015